# Grup Marxista-Leninista
El Grup Marxista-Leninista (francès: Groupe Marxiste-Léniniste) va ser un partit comunista de Burkina Faso. Va ser fundat el 15 de novembre del 1983 com a escissió del Partit Comunista Revolucionari Voltaic. L'agost del 1984 es trobava entre els fundadors de la Unió de Comunistes Burkinabesos.